# Fulmine (cacciatorpediniere 1932)
Il Fulmine è stato un cacciatorpediniere della Regia Marina.

## Storia
Nel 1937-1938 prese parte alla guerra civile spagnola.
All'entrata dell'Italia nella seconda guerra mondiale faceva parte della VIII Squadriglia Cacciatorpediniere, insieme ai gemelli Folgore, Lampo e Baleno.
Alle 14.10 del 7 luglio 1940 lasciò Taranto unitamente ai gemelli, alle corazzate Giulio Cesare e Conte di Cavour ed alla VII Squadriglia Cacciatorpediniere (Freccia, Dardo, Saetta, Strale) in appoggio ad un convoglio per la Libia (trasporti truppe Esperia e Calitea, motonavi Marco Foscarini, Francesco Barbaro e Vettor Pisani, con la scorta delle torpediniere Orsa, Procione, Orione, Pegaso, Abba e Pilo). 
Questa squadra si congiunse poi con la I e II Squadra Navale, prendendo parte alla battaglia di Punta Stilo del 9 luglio.
Nella notte dell'11 novembre si trovava a Taranto quando il porto fu attaccato da aerosiluranti britannici: il Fulmine fu mancato di poco da un siluro, che andò invece a colpire la corazzata Conte di Cavour; il fuoco del cacciatorpediniere abbatté probabilmente quell'aereo, che potrebbe essere stato però colpito invece dal tiro della Cavour.
All'inizio del 1941 subì alcuni lavori di modifica, che comportarono lo sbarco di tutte le mitragliere preesistenti e la loro sostituzione con 6 mitragliere da 20 mm.
Il 6 gennaio, temporaneamente aggregato alla IX Squadriglia cacciatorpediniere, bombardò, insieme al Carducci, all’Alfieri, al Gioberti ed alla XIV Squadriglia Torpediniere (Partenope, Pallade, Altair, Andromeda), le installazioni militari greche a Porto Palermo, in Albania.
Il 9 gennaio bombardò nuovamente, insieme ai cacciatorpediniere Ascari, Folgore e Carabiniere, le posizioni greche a Porto Palermo.
Dall'8 al 12 marzo fu di scorta – unitamente ai cacciatorpediniere Turbine e Baleno – ad un convoglio formato dai mercantili Alicante, Arcturus, Rialto e Wachtfels, in navigazione da Napoli a Tripoli.
Il 12 marzo ripartì da Tripoli per scortare, insieme al gemello Lampo, l’Arcturus ed il Wachtfels di ritorno a Napoli; il convoglio giunse a destinazione il 14.
Il 30 aprile appartenne alla scorta indiretta (con gli incrociatori pesanti Trieste e Bolzano, l'incrociatore leggero Eugenio di Savoia ed i cacciatorpediniere Ascari e Carabiniere) di un convoglio formato dai trasporti Birmania, Marburg, Reichenfels, Rialto e Kybfels in navigazione da Augusta e Messina per la Libia carichi di rifornimenti per il Deutsches Afrikakorps (la scorta diretta era costituita dai cacciatorpediniere Euro e Gioberti e dalle torpediniere Castore, Procione ed Orione); sebbene attaccato da aerei e sommergibili il 1º maggio, il convoglio non subì danni.
Dal 5 al 7 maggio scortò, insieme all’Euro ed alle torpediniere Procione, Cigno, Orsa, Centauro e Perseo, un convoglio composto dai piroscafi Marburg, Kybfels, Rialto, Reichenfels e Marco Polo sulla rotta per Tripoli.
Il 16 maggio salpò da Napoli di scorta, insieme ai cacciatorpediniere Turbine, Euro, Folgore e Strale, ad un convoglio composto dai piroscafi Preussen, Sparta, Capo Orso, Motia e Castelverde e dalla nave cisterna Panuco (si aggiunse poi la nave cisterna Superga): le navi giunsero a destinazione il 21, nonostante una collisione tra il Preussen e la Panuco ed un infruttuoso attacco del sommergibile HMS Urge al Capo Orso ed alla Superga.
Nello stesso mese scortò anche i mercantili Bosforo, Bainsizza, Duisburg e la nave cisterna Panuco.

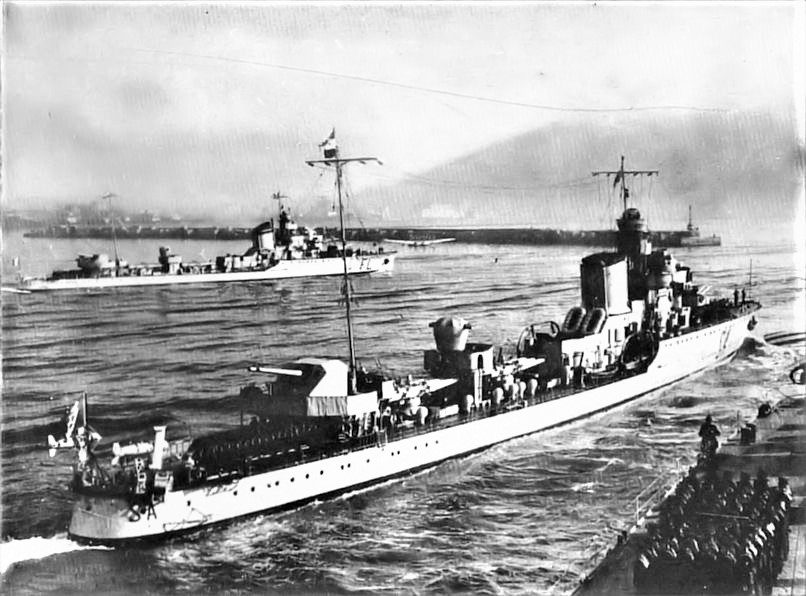
Il Fulmine (a sinistra) ed il cacciatorpediniere Saetta

Il 21 luglio fece parte della scorta (insieme a Folgore, Saetta ed Euro) di un convoglio composto dai piroscafi Maddalena Odero, Nicolò Odero, Caffaro e Preussen in rotta Napoli-Tripoli, cui poi si aggiunsero la nave cisterna Brarena, il cacciatorpediniere Fuciliere e la torpediniera Pallade: aerosiluranti Fairey Swordfish dell'830° Squadron britannico attaccarono le navi l'indomani al largo di Pantelleria, affondando il Preussen e la Brarena.
Il 13 agosto salpò da Napoli per scortare a Tripoli, insieme ai cacciatorpediniere Vivaldi, Malocello, Strale e Folgore ed alla torpediniera Orsa, un convoglio composto dai trasporti Andrea Gritti, Rialto, Vettor Pisani, Francesco Barbaro e Sebastiano Venier; tale convoglio giunse indenne il 15 nonostante attacchi aerei (durante i quali esplose accidentalmente un cannone del Vivaldi) e subacquei.
Il 12 settembre prese parte alle operazioni di soccorso dei superstiti del piroscafo Caffaro, affondato da aerei insieme ad un altro trasporto, il Nicolò Odero.
Il 24 settembre scortò (insieme ai cacciatorpediniere Lampo, Oriani e Strale) un convoglio composto dai trasporti Amsterdam, Castelverde e Perla; il convoglio fu forse attaccato da un sommergibile al largo di Pantelleria, ma non esistono conferme da parte britannica.
Dal 16 al 19 ottobre fece parte della scorta (cacciatorpediniere Oriani, Gioberti, Folgore, Usodimare, Da Recco, Sebenico) di un convoglio in navigazione da Napoli a Tripoli (trasporti Beppe, Marin Sanudo, Probitas, Paolina e Caterina), cui si aggregarono poi il motopeschereccio Amba Aradam e la torpediniera Cascino; il Beppe fu silurato il 18 dal sommergibile HMS Ursula, dovendo essere preso a rimorchio dal rimorchiatore Max Barendt ed assistito dal da Recco e dalla torpediniera Calliope (giunse a Tripoli il 21), mentre il Caterina affondò nel punto a 62 miglia per 350° da Tripoli in seguito ai danni riportati in un attacco aereo; il resto del convoglio giunse a Tripoli il 19.

### L'affondamento
Nella mattinata dell'8 novembre 1941 il Fulmine (al comando del capitano di corvetta Mario Milano) salpò da Napoli per aggregarsi alla scorta del convoglio «Duisburg»: tale convoglio, formato dai trasporti Duisburg, San Marco, Sagitta, Maria, Rina Corrado, Conte di Misurata e Minatitlan (con a bordo in tutto 34.473 t di rifornimenti, 389 automezzi, 243 uomini) era diretto a Tripoli con la scorta dei cacciatorpediniere Maestrale, Grecale, Libeccio, Euro e Alfredo Oriani (cui si aggiungevano, come scorta indiretta, anche gli incrociatori pesanti Trento e Trieste e 4 cacciatorpediniere). 
Nella notte successiva il convoglio fu attaccato e distrutto dalla "Force K" britannica (incrociatori leggeri Aurora e Penelope e cacciatorpediniere Lance e Lively): vennero affondati tutti i mercantili, mentre il Grecale riportò gravi danni. Nel combattimento il Fulmine – che si trovava sul lato destro del convoglio – fu tra le prime navi attaccate dalle unità inglesi: cercò di contrattaccare, ma contro la nave aprirono fuoco dapprima il Lance, poi l’Aurora ed infine il Penelope, centrandolo con sei proiettili (senza contare svariate schegge) e spazzandolo con le mitragliatrici pesanti: il primo colpo centrò l'apparato motore e lo mise fuori uso, poi saltò la corrente, il comandante Milano fu gravemente ferito, l'armamento semidistrutto; solo il complesso binato di prua continuò a funzionare, sotto la direzione del tenente di vascello Giovanni Garau, direttore di tiro, sparando in tutto otto colpi.
Immobilizzato e devastato dai colpi, mitragliato accidentalmente anche dai mercantili, il Fulmine, scosso dall'esplosione di una caldaia, si capovolse e colò a picco all'1:06 del 9 novembre, dopo 12 minuti di combattimento, portando con sé gran parte dell'equipaggio: tra le vittime il comandante Milano, morto dissanguato in mare dopo essere rimasto a bordo sino alla fine, ed il tenente di vascello Garau, inabissatosi volontariamente con la nave.
Altre vittime si ebbero quando, nella mattinata del giorno successivo, anche il cacciatorpediniere Libeccio, che aveva recuperato i superstiti del Fulmine, fu silurato ed affondato dal sommergibile HMS Upholder.
Complessivamente dell'equipaggio del Fulmine perirono 141 uomini. Alla memoria del comandante Milano e del tenente di vascello Garau fu conferita la Medaglia d'oro al valor militare.
Il Fulmine aveva effettuato complessivamente 97 missioni di guerra (4 con le forze navali, 14 di caccia antisommergibile, 4 di bombardamento controcosta, 37 di scorta convogli, 7 addestrative e 31 di trasferimento o di altro tipo), percorrendo 29.518 miglia e trascorrendo 68 giorni ai lavori.

### Comandanti
Capitano di corvetta Leonardo Gramaglia (nato a Buttigliera d'Asti il 6 novembre 1902) (10 giugno - novembre 1940)
Capitano di corvetta Antonio Della Corte (nato a Bologna il 13 giugno 1903) (novembre 1940 - luglio 1941)
Capitano di corvetta Mario Carlotti (nato il 12 aprile 1905) (luglio - 4 ottobre 1941)
Capitano di corvetta Mario Milano (nato a Termoli 17 luglio 1907) (+) (5 ottobre - 9 novembre 1941)

## Nome
Nel dopoguerra nella Marina Militare venne ribattezzata con il nome Fulmine una motocannoniera che costruita prima come vedetta e poi riclassificata corvetta con il nome Sentinella venne trasformata in motocannoniera.